# Yoruba (volk)
De Yorùbá (oorspronkelijk Oyorùbá) zijn een van de omvangrijkste etnische groepen van  West-Afrika en met 21 procent de op twee na grootste etnische groep van Nigeria. Zij hebben een eigen taal (Yoruba), een eigen religie, de Yorubareligie en eigen Yoruba Scheppingsverhaal.
De meerderheid van de Yorùbá leeft in het zuidwesten van Nigeria, in de staten Oyo, Ogun, Ondo, Kwara, Lagos, Ekiti en West-Kogi. Maar er zijn ook Yorùbágemeenschappen in Zuidwest-Benin, Centraal-Togo (Atakpame) en in Sierra Leone. Buiten Afrika zijn er op Cuba en Brazilië gemeenschappen te vinden die (grotendeels) afstammen van de Yorùbá.

## Geschiedenis
Yorubavolkeren bewonen een gebied dat van oudsher sterk verstedelijkt is geweest, en dat ruwweg het deel van Nigeria tussen de Niger en de Oceaan, en Oost-Benin omvat. Tegenwoordig wordt Yoruba in dit gebied ook gesproken in gemeenschappen die dat niet altijd gedaan hebben. Anderzijds spreken de Igala- en Itsekiri talen van Yorubaoorsprong, maar worden niet tot het Yorubavolk gerekend.
Het woord Yoruba is van Hausa-oorsprong en duidde oorspronkelijk de bewoners van de staat Oyo (zie Oyoruba) aan. 
Een vroege auteur van een geschiedenis van de Yoruba was Samuel Johnson, een dominee uit het eind van de 19e eeuw. Zelf van Oyo-afkomst, noemde hij de inwoners van het noordelijke Oyo de "echte" Oyoruba. Zijn History of the Yoruba uit 1897 heeft lange tijd invloed gehad op de geschiedschrijving. In zijn boek associeerde Johnson het christelijk geloof met een Yoruba-identiteit. De term Yoruba wordt sinds de 20e eeuw in zijn huidige betekenis gebruikt.
De volkeren waren in de Middeleeuwen georganiseerd in stadstaten. Enkele steden die in de Middeleeuwen of later bekend waren zijn Ifé, Ijebu, Oyo, Owo, Kétou, Sabe, Egba, Owu, Ohori (of Awori), Egbado, Anago, Ilesha, Ondo, Akure en Illa.

### Vroege geschiedenis van de regio

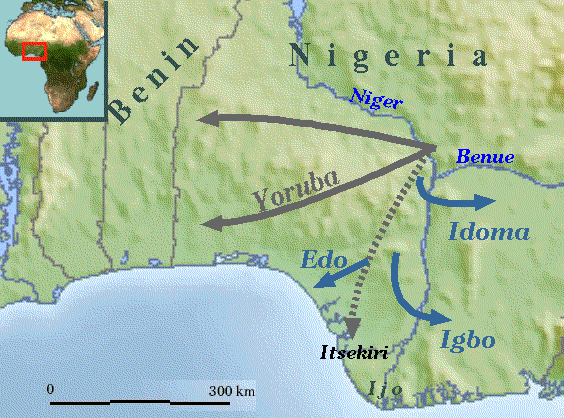
Prehistorische volksverhuizingen in de Yorubaregio

Bij gebrek aan geschreven bronnen wordt wel met vergelijkende taalstudie geprobeerd te schatten in welke tijd volkeren in West-Afrika zich van elkaar zijn gaan onderscheiden. De studies van J. Greenberg worden vaak genoemd. Hij onderscheidde een oostelijke Kwagroep onder de Afrikaanse talen. Hieronder vallen de Yoruba/Igalagroep, de Nupegroep, de Edo, de Idomagroep, de Igbo en de Ijo, of Ijaw. De Tiv, Jukun en de Ibibio spreken talen die tot de zogenaamde Benue-Kongogroep behoren. Het onderscheid tussen deze twee groepen talen is niet heel scherp.
Op basis van deze taalstudies, in combinatie met antropologische, archeologische gegevens en plaatselijke legendes, lijken de volkeren die talen spreken die tot de oostelijke Kwagroep behoren, hun oorsprong te hebben in het gebied waar de rivieren de Niger en de Benue samenkomen. Van hieruit zijn de Yoruba en de Igala naar het zuiden en westen gemigreerd. Voor hen uit migreerden de Idoma naar het oosten en de Igbo naar het zuiden. De Edo migreerden pas later naar de kust, toen de Itsekiri, die een aan het Yoruba verwante taal spreken, en de Ijo al in de Nigerdelta woonden. Vervolgens zijn de Igbo verder naar het zuiden verhuisd, om nadien hun gebied naar het oosten uit te breiden.

### Prekoloniale stadstaten van de Yoruba
De Yoruba ontwikkelden hun specifieke cultuur wellicht in het gebied rond de stadstaat Ifé. De boerenbevolking hier woonde rond 300 voor de christelijke jaartelling verspreid in dorpen. Yams en palmolie waren belangrijke producten. Een duizend jaar later was het gebied verstedelijkt, en bestond er een wegennetwerk met Yorubasteden als Oud-Oyo en Benin. Het rijk werd bestuurd door een priesterkoning, die Oni genoemd werd. 

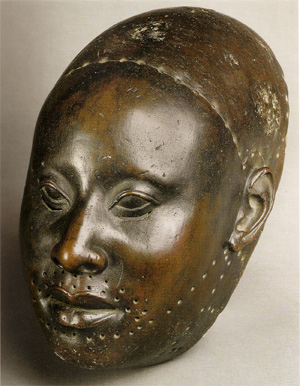
Koperen masker, Ifé, 12-15e eeuw. Afbeelding van Oni Obalufon II. Oorspronkelijk was er een kralensluier bevestigd in de gaten rond mond en kaak.

 De stad was vanaf de zevende eeuw van de christelijke jaartelling toonaangevend in het woongebied van zowel Yoruba als Edo. Zijn politieke macht begon in de zestiende eeuw af te nemen, met name ten bate van die van Benin, maar de stadstaat behield zijn religieuze invloed onder de Yorubasteden. Vanaf de zestiende eeuw regeert een nieuwe dynastie over Ifé, mogelijk door een verovering van buitenaf. Het rijk is tegenwoordig voornamelijk bekend door de naturalistische aardewerken en messing beelden van hoge kwaliteit die er zijn opgegraven, en uit de 13e eeuw stammen. Ifé neemt een voorname plaats in in de legendes van vele volkeren uit de regio, die hun afkomst op de stad terugvoeren.
De Ijebu dankten hun welvaart voor een deel aan hun ligging op de vlakte tussen de bevaarbare wateren aan de oceaankust, met havens als Ejinrin, Epe en Ikorodu, en het beboste binnenland enerzijds, en tussen de staat Ouidah in het westen en Calabar en Douala in het oosten. Op basis van legendes wordt verondersteld dat de stad in de 14e eeuw al van omvang was, en in de 16e eeuw minstens deels door de stadstaat Benin, of Edo, werd bestuurd, waarmee het in politiek opzicht veel overeenkomsten vertoonde In de 17e eeuw werd het veroverd door de Yorubastaat Oyo. In Ijebu vindt het Oshugbogenootschap, of -loge, zijn oorsprong. Dit instituut heeft zich naar andere steden verspreid onder de naam Ogboni. De Oshugbo bestond uit wijze oudsten, mannen en vrouwen. Het voerde de rechtspraak in de hoofdstad uit, fungeerde als beroepsinstantie voor zaken uit de provincie, en organiseerde de keuze van nieuwe leiders. Een ander genootschap, de Oro, voerde de besluiten die door de Oshugbo waren genomen uit. Deze inde dus de boetes, legde beslag op goederen en voerde straffen uit. Dit kon vaak in het geheim gebeuren, om de leden van de Oro af te schermen van politiek en wraak. De Ijebu- en de Egbarijken waren eerder federaties van stadstaatjes, dan gecentraliseerde monarchieën.

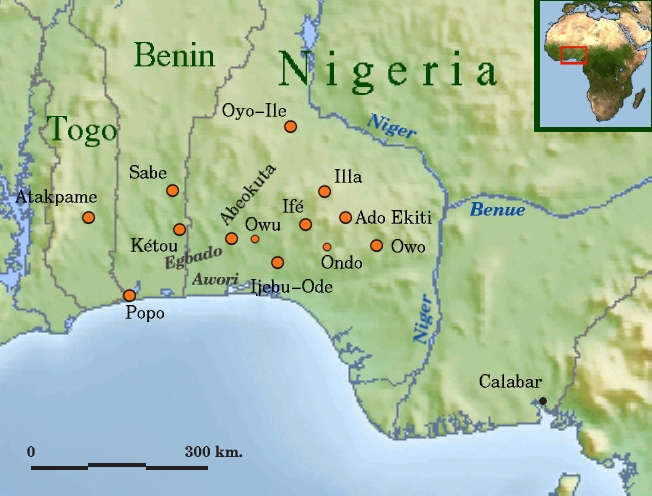
Prekoloniale Yorubasteden

Oyo is de meest noordelijk gelegen Yorubastaat, die de gehele regio lange tijd onderworpen heeft gehouden.
De Egba woonden in het dichte woud ten westen van Ijebu. Een van de culturele kenmerken waardoor ze zich van naburige volkeren onderscheidden waren de drie korte verticale littekens die ze op elke wang aanbrachten. Twee bekende namen in hun meer recente geschiedenis zijn de leiders Lisabi en Shodeke. De eerste organiseerde een krachtig verzet tegen de overheersing door de Oyo, en voerde een codificatie van het recht in. Shodeke leidde een uitbreiding van het woongebied van de Egba tot aan de westrand van het bosgebied. Hij stichtte de stad Abeokuta, dezelfde als de huidige stad, waar de Egba de oorlogen in de regio, die volgden op de ineenstorting van het rijk Oyo in 1830, hebben kunnen weerstaan. In het bestuur van de stadstaat waren dezelfde elementen aanwezig als in naburige rijken: een priesterkoning, of oba, die de macht deelde met de Ogboni en de Oro, belangrijke kooplui, of de Parakoyi, en de jagers en stadsmilitie.
De Egbado woonden in het gebied tussen de rivier de Ogun in Nigeria en de Weme in het huidige Benin. Veel inwoners zouden volgens de overlevering immigranten uit Kétou en Oyo zijn geweest.
De Kétou, of Ketu, en de Ohori, of Awori zijn verwante bevolkingsgroepen. De laatsten woonden in moerasgebieden, waardoor hun identiteit lange tijd tegen overheersing van buitenaf beschermd is gebleven. De Kétou hadden een van de oudste koninkrijken onder de Yorubastaten.
De stadstaat Owo vindt zijn oorsprong waarschijnlijk in migraties in de 12e eeuw. Het lag ten noordwesten van het in de Middeleeuwen machtige Edo, of Benin, dat in de 16e eeuw verscheidene veldtochten heeft ondernomen in pogingen het aan zijn macht te onderwerpen.

### Overlevering
De traditie ziet de stichting van de stad Ifé in verband met een mythe over het begin van de wereld. De schepper in de yorubareligie, Olodumare, had een engel, Obatala, naar beneden gestuurd, die met zijn helper Oduduwa, de wereld vorm geeft. Dit gebeurt in Ifé, en Oduduwa is de stichter van de stad en de eerste Oni. Elders in de legenden zijn er aanwijzingen dat Oduduwa een koopman was, die zich bezighield met de uitvoer van kolanoten en invoer van paarden. De eerste andere Yorubasteden werden volgens dezelfde legende gesticht door de kleinkinderen van Oduduwa. Dit zijn de steden Owu, Kétou, Benin, Illa, Oyo en Sabe. Er zijn talloze versies van dit verhaal in omloop, waarin verschillende bevolkingsgroepen hun oorsprong terugvoeren op Ifé. De stad Popo, bijvoorbeeld, lijkt de mythe pas te gebruiken sinds hun verovering door de Oyo. In een andere versie van het verhaal zijn er zestien zonen van Oduduwa, die een kroon van parels kregen, en eropuit gestuurd werden om hun eigen Yorubarijk te stichten.

## Muzikaal
Het Ave Maria Morena is een muzikale aanbidding van Maria zoals ook bekend is bij onder andere de Yoruba.
De voorouders van Angá Diaz, een bekend Cubaanse percussionist en vader van de muzikale tweeling Ibeyi, waren van de Yoruba afkomstig.